# Steatoda semideserta
Steatoda semideserta là một loài nhện trong họ Theridiidae.
Loài này thuộc chi Steatoda. Steatoda semideserta được A. V. Ponomarev miêu tả năm 2005.